# 久保田一竹
初代久保田 一竹（くぼた いっちく、1917年（大正6年）10月7日 - 2003年（平成15年）4月26日）は、日本の染色工芸家。辻ヶ花と呼ばれる15世紀後半～16世紀前半に失われてしまった染色・装飾技法の復刻への取り組みが世界的に評価されている。

## 生涯
東京神田の骨董品屋の息子として生まれる。関東大震災で店の商品が全焼し、父親のような道楽商売ではなく自分の腕に技術をつけようと思うようになり、手書き友禅を始める。友禅師の小林清のもとに入門。1934年に画家の大橋月皎から人物画を、1936年に北川春耕から日本画を学ぶ。1937年、東京国立博物館で目にした室町時代の『辻が花染め』の小裂に魅了される。しかし、辻が花染めは崎友禅斎によって手書き友禅を発明されたことにより、手間がかり値段も高く売れないために廃れてしまっていた。そこで一竹は、再現だけでなく過去の模倣で終わらない現代に息づく独自の染色『辻が花』を確立を目指すべく研究に没頭していく。1944年、27歳で太平洋戦争に応召し出兵。敗戦に伴い捕虜となり、シベリアに抑留される。抑留中も、監視の目を盗み薬品で布を染めたり、防寒具の毛で筆を作り柄を描くなど研究を怠らなかったという。また、この抑留時代にシベリアに沈む太陽を目に焼き付け、後にこれを題材とした着物を制作している。
1962年、一竹は、伝統的な辻が花を完璧に復刻するのは技術的に不可能であると判断し、代わりに“一竹辻が花”として自己流の辻が花を発展させることにした。練貫の代用品として、縮緬の絹糸を使用し、草木染の染料の代わりに化学染料を使用した。1977年一竹が60歳の年に初めて自身の装飾着物の展覧会を開催する。1990年には、フランス芸術文化勲章シュバリエを受章。
一竹の着物の作品は、“光のシンフォニー”と呼ばれ、“宇宙の威厳”とも評されている。1995年、“宇宙の威厳”の作品の一部がワシントンのスミソニアン博物館に展示された。スミソニアン博物館に存命の芸術家の作品が展示されたのはこれが初めてだった。一竹は生涯で80点の着物のデザインを発案し、そのうち40点を完成させた。一竹のデザインの中には、着物から別の着物へと柄が続き、四季を現した1枚の風景画を表しているユニークなものも存在する。

2003年、逝去。長男の悟嗣が、二代目久保田一竹として後を引き継いだ。

## 著書
- 『一竹辻が花 久保田一竹作品集』フジアート出版、1979.9
- 『一竹辻が花　久保田一竹作品集（別冊太陽）』平凡社、1982
- 『一竹辻が花 OPULENCE』講談社、1984
- 『Opulence 一竹辻が花 : Japan』山辺知行編 ; ダイアナ・ヴリーランド序、講談社、1984
- 『命を染めし一竹辻が花』自叙伝 (ライフ&ワークシリーズ)シーズ、1986.3
- 『一竹辻が花光の響き 久保田一竹作品集』小学館、1994.12